# Visp
Visp (francouzsky Viège) je hlavním městem okresu Visp v kantonu Valais ve Švýcarsku. Město leží při ústí řeky Vispy, vlévající se do Rhôny. Žije zde přibližně 7 900 obyvatel.

## Geografie
Osu oblasti tvoří údolí Mattertal a Saastal, okolní svahy Alp se vypínají až do výšky kolem 2000 metrů, nejvyšším horským turistickým cílem v ose pohledu je horská chata Monte Rosa Hütte ve výšce 2883 metrů nad mořem.
Katastr obce má rozlohu 13,2 km². Z této plochy je 17,0 % využíváno pro zemědělské účely a 59,7 % je zalesněno. Ze zbytku půdy je 19,5 % zastavěno (budovy nebo silnice) a 3,9 % tvoří neproduktivní půda.

## Historie

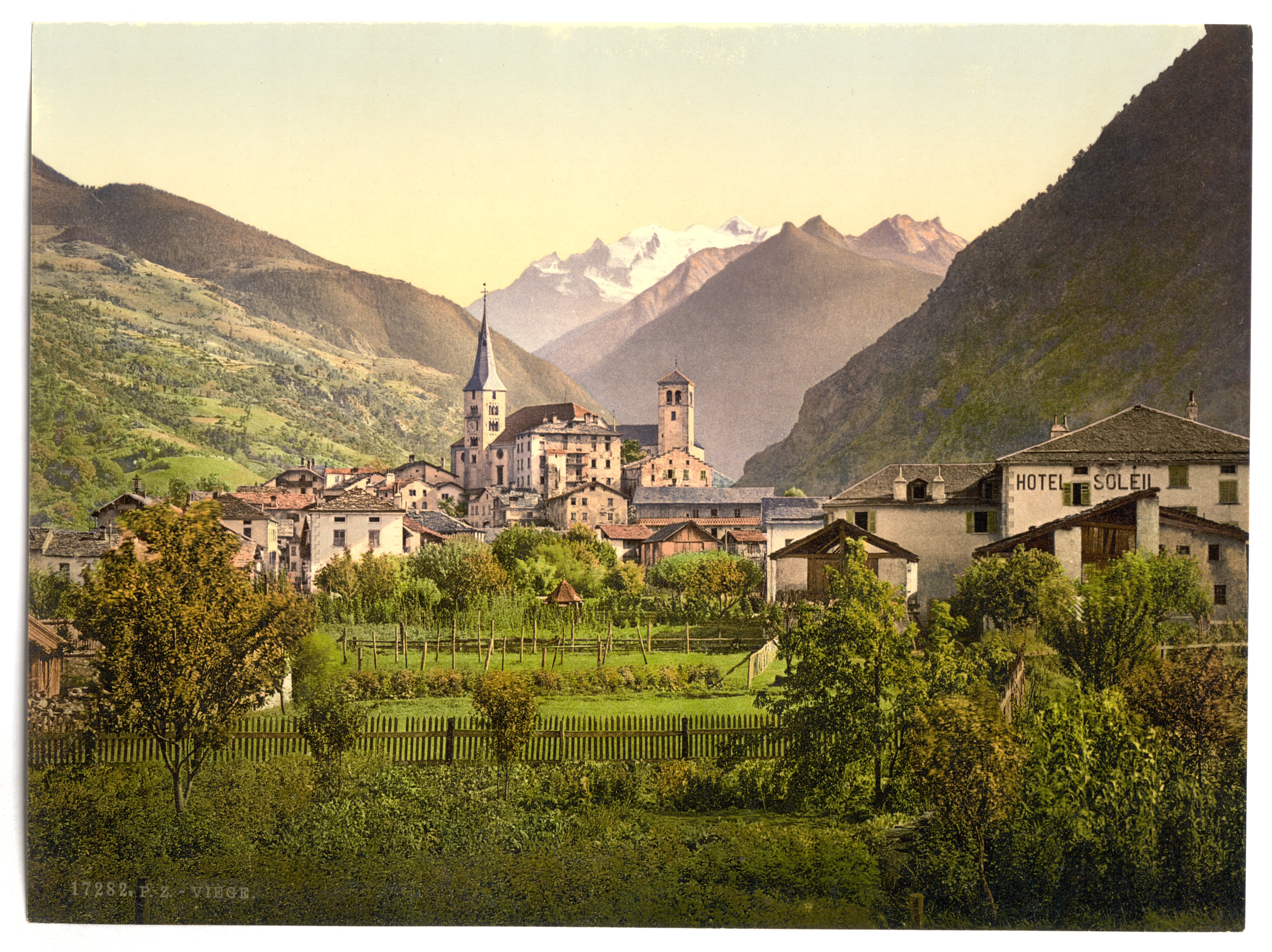
Visp na kolorované fotografii z roku 1905

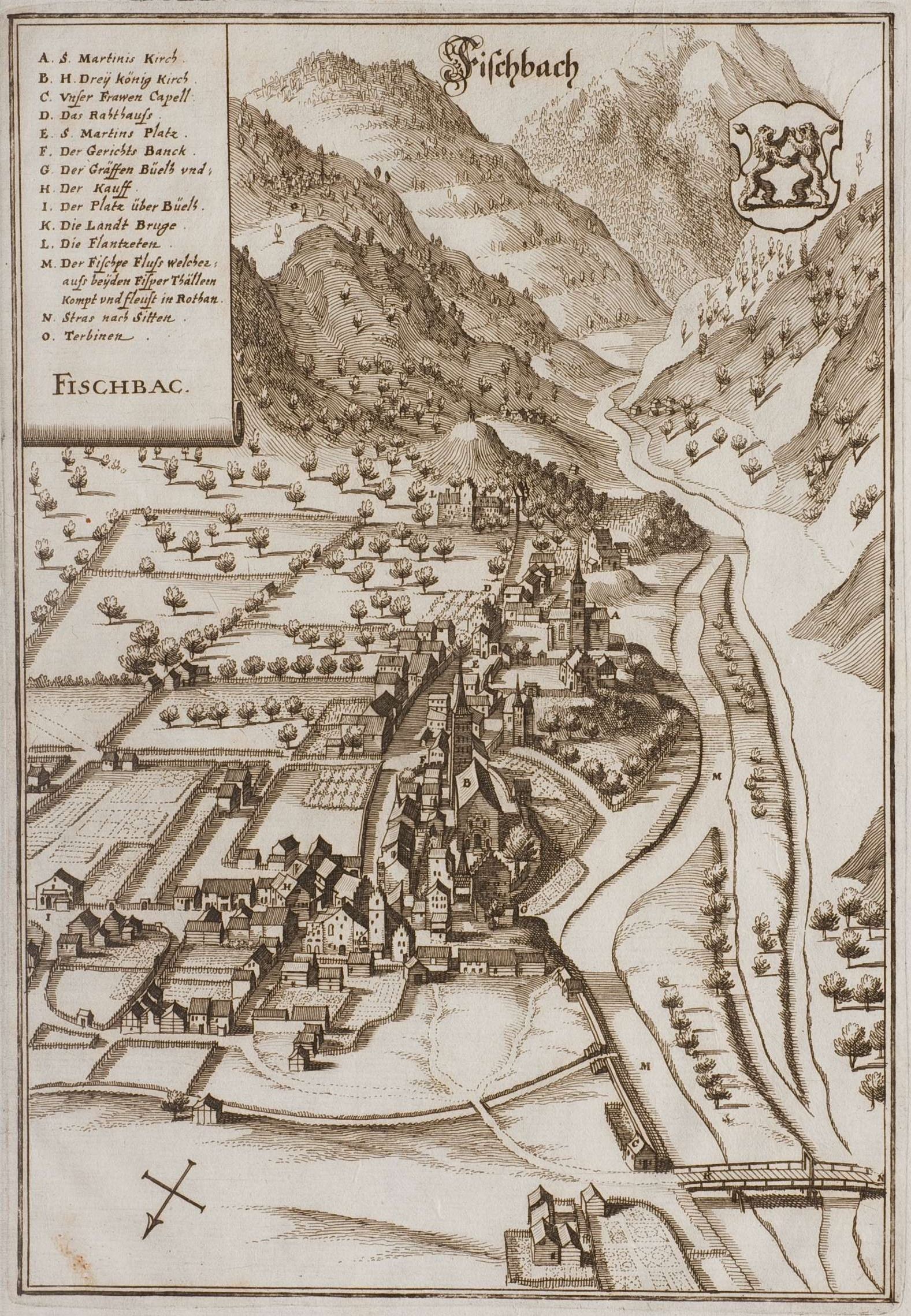
Visp na rytině z Topografie helvétských měst Matthäuse Meriana (1654)

Původ názvu místa je nejistý. Východiskem by mohl být indoevropský kořen *uis- „plynout“, který je dobře doložen v názvech vodních ploch. Doplněna o příponu by dnešní výslovnost mohla vycházet z *uisubia. Nejstarší podoba jména, doložená v roce 1034, je Vesbia, která se v pravopisu Vespia objevuje ještě v roce 1302; dosud platná podoba jména Visp je poprvé doložena v roce 1272. Naproti tomu varianta Vispach, Fischbach, která se paralelně vyskytovala od 12. do 19. století, je lidově-etymologická. V roce 1847 byl oficiálně schválen jediný název města Visp, předtím se užívaly také názvy Vispach, Vispbach" a Fischbach.
Z přelomu letopočtu se dochovala malá galorománská soška Le Dieu de Viège nalezená na území Vispu. Její kopie je připevněna ke kašně na náměstí Bahnhofplatz. Ve 12. století byla oblast christianizována a náležela k diecézi v Sionu.
V roce 1276 byla doprava přes průsmyky Macugnaga a Antrona osvobozena od všech cel. Visp z toho měl velký prospěch, postavil řadu budov včetně stanic pro přepřahy kočárů a stal se tržním městem. Dne 23. prosince 1388 porazili obyvatelé Vispu savojské vojsko tím, že uměle zatarasili staré město, zmrazili vodní zdroje a pak na manévrující útočníky zaútočili velkými kamennými bloky.
V roce 1518 zničil rozsáhlý požár řadu budov v okolí hradního vrchu.
Francouzské revoluční jednotky vyplenily velkou část Vispu v roce 1799. V roce 1810 byl Visp spolu s celou oblastí Valais připojen k Francii a v roce 1815 se na základě rozhodnutí Vídeňského kongresu vrátil ke Švýcarsku, kde bylo Valais povýšeno na kanton.
V červenci 1855 postihlo oblast kolem Vispu jedno z nejsilnějších zemětřesení v dějinách Švýcarska, při němž bylo zraněno mnoho lidí. Silné otřesy vedly mimo jiné k pádu kostelní věže.
V roce 1860 došlo ve středním a horním Valais k velkým záplavám. V důsledku toho byl zahájen rozsáhlý projekt na regulaci toku řeky Rhôny.
V roce 1972 se dosud samostatná obec Eyholz sloučila s Vispem.
V roce 2011 došlo v Eyholzském lese k velkému lesnímu požáru.
V roce 2013 se hasičské sbory obcí Visp, Ausserberg, Baltschieder a Eggerberg sloučily do Hasičského sboru regionu Visp.

## Obyvatelstvo
| Rok            | 1798 | 1802 | 1850 | 1900 | 1950 | 2000 | 2010 | 2012 | 2014 | 2016 | 2018 |
| Počet obyvatel | 412  | 359  | 529  | 934  | 2727 | 6550 | 7014 | 7281 | 7498 | 7726 | 7950 |

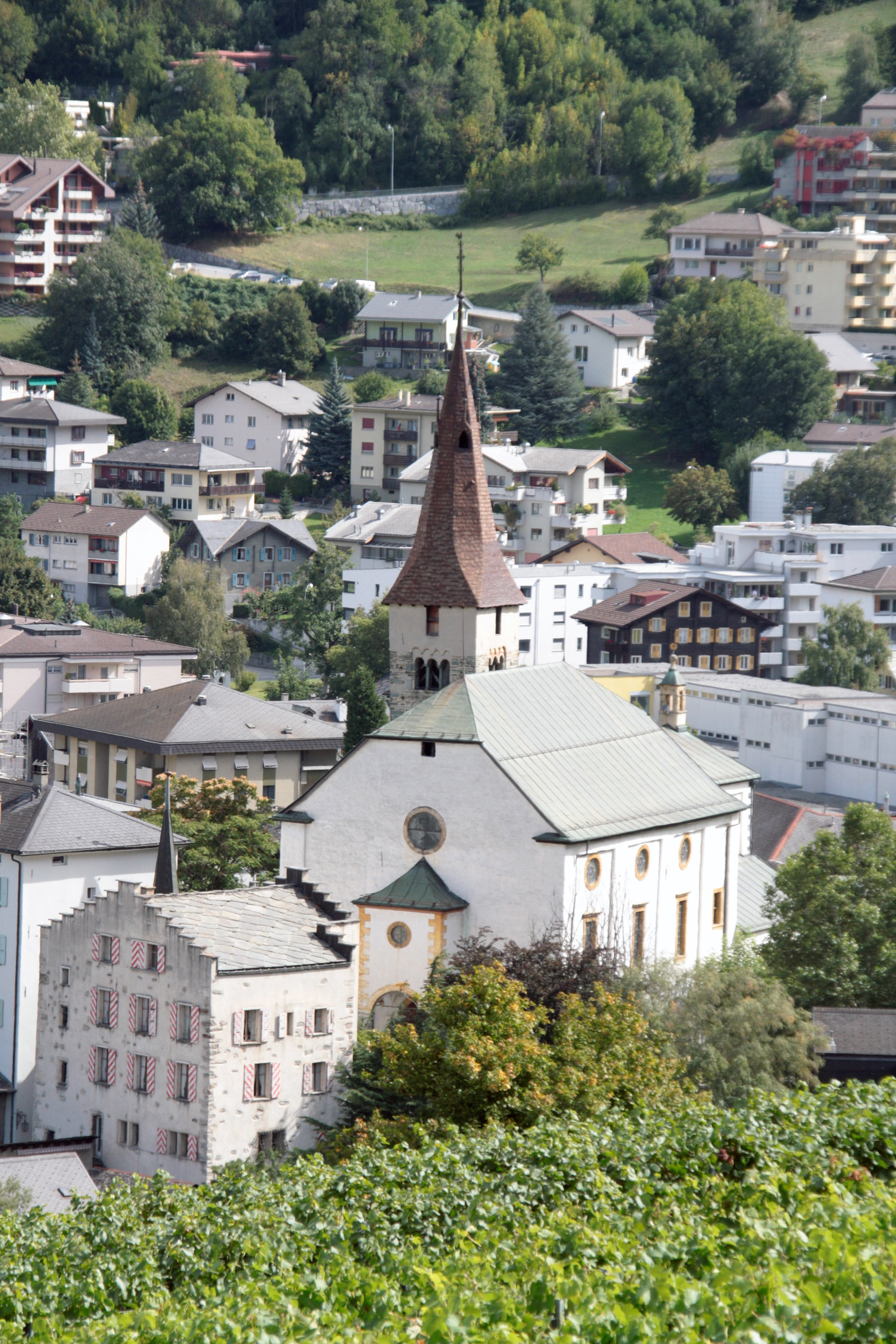
Kostel Sv. Tří králů, před ním dům Albonů

Úředním jazykem ve Vispu je, stejně jako v celém Horním Valais, němčina. Většina obyvatel (k roku 2000) hovoří německy (5778, tj. 88,2 %), druhým nejčastějším jazykem je srbochorvatština (192, tj. 2,9 %) a třetím albánština (139, tj. 2,1 %). Francouzsky mluví 107 lidí, italsky 111 lidí a rétorománsky 3 obyvatelé.

## Hospodářství
Významným zaměstnavatelem obyvatel města je chemický a biotechnologický podnik LONZA AG, který byl založen roku 1907. Pracuje v něm asi 2700 zaměstnanců. Visp je hospodářským centrem regionu  Horního Valais a spolu s Brigem tvoří aglomeraci, která poskytuje pracovní místa pro mnoho okolních obcí a měst. Další skupina jich pracuje v hotelech a turistických službách.

## Doprava
Visp je důležitým železničním uzlem a nástupním místem úzkorozchodné horské trati železniční společnosti Matterhorn Gotthard Bahn, dříve samostatných společností BVZ Zermatt-Bahn a Furka-Oberalp-Bahn. Důležitost železničního uzlu vzrostla v roce 2007, po otevření nového železničního tunelu spojující Spiez s Vispem a Brigem. Slouží nejen denním dojíždějícím k cestě do zaměstnání, ale především jako výchozí stanice pro horskou turistiku.
Křižovatka hlavních silnic v údolí Rhôny a Vispy byla dříve kritickým místem v dopravní síti Horního Valais. V dopravní špičce se na hlavní silnici č. 9 často tvořily dlouhé kolony. Řešení tohoto problému bylo navrženo již v 70. letech 20. století, ale kvůli politickým, administrativním a právním potížím trvala jak fáze plánování, tak následně i doba výstavby velmi dlouho. Od roku 2001 se staví 8,8 km dlouhý čtyřproudý jižní obchvat Vispu s tunelem Eyholz a Vispským tunelem. Úsek státní silnice A9 byl otevřen 13. dubna 2018. Dokončení dálničního úseku se předpokládá v roce 2024, plánované náklady se pohybují kolem 1,775 miliardy švýcarských franků.

## Pamětihodnosti

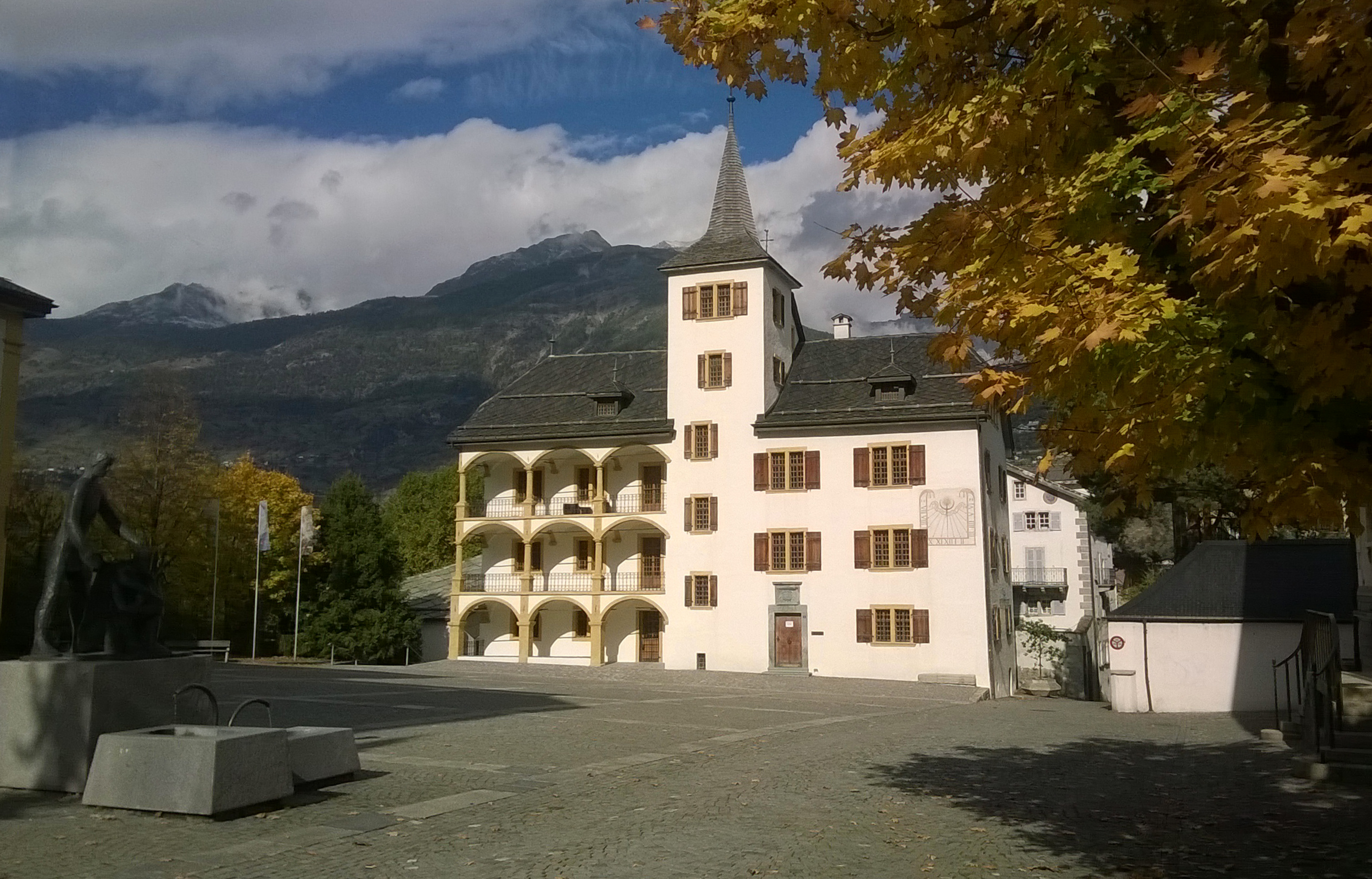
Dům Burgenerů

- Kostel svatých Tří králů, původem z 11.–12. století, jeho šestipatrová románská věž se zvonicí je dominantou historického centra města, roku 1260 byl vypleněn; barokní novostavba s pravoúhlým závěrem z let 1710–1730 má pod chórem zachovalou středověkou trojlodní kryptu z 15. století, hlavní barokní oltář zhotovil G. B. Rappa technikou stucco lustro; na stěnách interiéru také zbytky barokních nástěnných maleb a v presbytáři pozdně gotický tabernákl.[7]
- Kostel sv. Martina, stojí na románských základech s románskou věží, původně barokní stavba z let 1650–1655, v roce 1953 kompletně přestavěna a novodobě zařízena
- Kaple Nanebevzetí Panny Marie v místní části Eyholz, historická stavba s románskou věží a renesančním arkádovým portikem
- Haus Burgener,  původně soudní a správní dům, se třemi patry arkád, postaven roku 1699 pro Johanna Jodoka Burgenera, tato patricijská rodina ve městě bydlí dosud
- Haus-in-Albon, kamenný čtyřpodlažní dům s nárožním armováním a stupňovitým štítem středověkého původu, přestavěn v 16. století, patřil patricijské rodině Albonů
- Lochmatterturm, věžový dům, původně selský dvůr ze 12.–13. století, později vícekrát přestavovaný.[8]
- Bývalý městský špitál, stavba ze 16.-18. století, v ulici Spitalgasse

## Osobnosti
- Carl Zuckmayer (1896–1977 Visp), německý spisovatel a dramatik
- Theodor W. Adorno (1903–1969 Visp), německý filozof, muzikolog a estetik, zemřel zde náhle během konference
- Sepp Blatter (* 1936), fotbalový funkcionář a bývalý prezident FIFA